# Sandhurst (Kent)
Sandhurst is een civil parish in het bestuurlijke gebied Tunbridge Wells, in het Engelse graafschap Kent.